# Microrégion de Capanema
Pour les articles homonymes, voir Capanema (homonymie).
La microrégion de Capanema est l'une des trois microrégions qui subdivisent le sud-ouest de l'État du Paraná au Brésil.
Elle comporte 8 municipalités qui regroupaient 90 618 habitants en 2006 pour une superficie totale de 2 317 km2.

## Municipalités[1]
- Ampére
- Bela Vista da Caroba
- Capanema
- Pérola d'Oeste
- Planalto
- Pranchita
- Realeza
- Santa Izabel do Oeste